# マイネル (小惑星)
マイネル (4065 Meinel) はフローラ族のS型小惑星である。1960年9月24日にコルネリス・ヨハネス・ファン・ハウテン、イングリット・ファン・ハウテン＝フルーネフェルト、トム・ゲーレルスによってパロマー天文台で発見された。初めてマイネルが観測されたのは、1953年8月14日のレインボー天文台であった。
アメリカの物理学者で天文学者であるアデン・マイネルに因んで命名された。